# Get Even
Get Even est un jeu vidéo édité par Bandai Namco Entertainment et développé par The Farm 51. Il est sorti le 23 juin 2017 sur Microsoft Windows, Xbox One et Playstation 4. 
C'est le deuxième jeu du studio polonais après NecroVisioN.
Le jeu devait normalement sortir le 26 mai 2016, mais à la suite de l'Attentat de Manchester, il a été repoussé d'un mois.

## Trame
Le joueur incarne un mercenaire du nom de Cole Black. Engagé pour sauver une jeune fille qui a été kidnappée, il parvient à éliminer ses ravisseurs, mais la bombe placée sur le torse de l'adolescente explose avant qu'il ne parvienne à la désamorcer.  Mystérieusement, il se réveille dans un vieil asile abandonné sans comprendre ce qui a pu se passer. Avec une technologie étrange fusionnée à la tête - utilisée pour lire et rejouer la mémoire humaine - Black se rend dans les profondeurs de son esprit pour découvrir la vérité sur son passé. Chaque pas qu'il fait mène à un homme mystérieux nommé Red, dont les intentions sont difficiles à cerner.

## Système de jeu
En tant que jeu en vue à la première personne, Get Even combine des éléments de jeu de tir, de casse-tête et d'aventure. Le joueur incarne Cole Black et traverse un asile abandonné sur les ordres du mystérieux Red. En cours de route, il dialogue avec un certain nombre de « détenus », dont certains sont amicaux, d'autres hostiles. À des points spécifiques, Black entrera dans la mémoire concernant un événement spécifique que Red souhaite reconstruire, à savoir les niveaux du jeu. Chacun se termine avec Black retournant à l'asile et y pénétrant plus avant, jusqu'à retrouver le souvenir suivant.
Black est équipé d'un smartphone doté de cinq applications : un scanner capable d'analyser des objets spécifiques à la recherche de preuves ; une carte avec laquelle Black peut naviguer dans les environnements et suivre les ennemis ; une vision thermique pour repérer les signatures de chaleur ; un téléphone et une application de messagerie par lesquels différents personnages communiquent avec Black ; et une lumière ultraviolette (UV) pour détecter des traces d'éléments tels que les empreintes digitales et le sang.
À chaque niveau, diverses notes, photographies et enregistrements audio peuvent être découverts et examinés. Ils sont ensuite stockés dans une salle réservée aux pièces à conviction, à laquelle on peut accéder à des moments précis, entre les niveaux. Bien que la collecte de ces notes ne soit pas nécessaire pour terminer le jeu, la collecte de 100% des preuves d'un niveau ouvre un code qui peut être utilisé pour ouvrir des portes spécifiques à chaque niveau.
Les combats sont semblables à ceux de la plupart des FPS, bien qu'il soit fortement déconseillé de le faire, puisque le fait de tuer menace la stabilité de la mémoire et peut provoquer sa destruction complète. La préférence du joueur pour la furtivité ou l'agression affecte également la fin du jeu. Black a accès à un petit arsenal qui lui permet de vaincre ses ennemis, notamment des pistolets, des fusils d'assaut et des fusils de chasse, ainsi que l'option de tuer furtivement au corps à corps. L'un des aspects uniques du combat est un dispositif appelé CornerGun. Lorsqu'il en est équipé, le joueur peut tourner le pistolet à un angle de 90 degrés et regarder et / ou tirer une arme dans cette direction à l'aide du smartphone. Combiné avec l'accent mis par le jeu sur l'utilisation de couvertures, il permet au joueur de tirer dans les coins ou par-dessus les murets et les tables.
Il serait possible, bien que très difficile, de terminer le jeu sans tuer personne.
Les puzzles consistent en des codes de déchiffrement permettant d'ouvrir les portes ou en utilisant des vannes et des leviers pour ouvrir un passage particulier. Ceux-ci utilisent souvent les applications du smartphone de manière spécifique. Les niveaux contiennent également des anomalies qui, lorsqu'elles sont numérisées avec la caméra du smartphone, modifient l'environnement de certaines manières, généralement à l'avantage du joueur, par exemple en faisant apparaître une fourgonnette dans un garage de stationnement, ce qui diminue la visibilité de l'ennemi. ou faire disparaître un évent mural, ouvrant ainsi une voie alternative.
À certains moments de la partie, le joueur doit faire des choix pouvant avoir des conséquences plus tard. Par exemple, dans une scène précoce, Black décide de libérer ou non un détenu de l'asile d'une cellule. Plus tard, il a le choix entre rediriger la vapeur à travers des tuyaux pour ouvrir un passage ou contourner le casse-tête en tirant la serrure sur une porte. Tout comme leur approche du combat, les choix du joueur sont commentés par Red et influencent la fin du jeu.
En fin de partie, les joueurs prennent le contrôle de Red. Tout en contrôlant de manière identique à Black, Red n'utilise pas le smartphone ou CornerGun. Au lieu de cela, il a le pouvoir d'assimiler les ennemis et de prendre leurs armes, qu'il peut ensuite utiliser. Il utilise également des points de distorsion, situés à des endroits spécifiques de chaque niveau, pour se déplacer rapidement et éviter les ennemis. Au lieu de la carte, il a une vision sonar qui lui permet de voir brièvement où se trouvent les ennemis et les points de distorsion à distance. Bien que Red ne collecte pas de preuves, il rencontre des engrammes à des points spécifiques, qui sont utilisés pour reconstruire des mémoires.

## Accueil
Si Get Even a bien été accueilli par la presse vidéoludique, le public a en grande partie boudé le jeu. 